# Louis Cardiet
Louis Cardiet (Quimperlé, 20 gennaio 1943 – Lorient, 28 aprile 2020) è stato un calciatore francese, di ruolo difensore.

## Carriera

### Nazionale
Ha collezionato sei presenze con la propria Nazionale.

## Palmarès

### Club

#### Competizioni nazionali
- Coppa di Francia: 2

Rennes: 1964-1965, 1970-1971
- Supercoppa francese: 1

Rennes: 1971